# بيوت العرض (العدين)

تعديل مصدري - تعديل

بيوت العرض محلة تابعة لقرية محزان، التابعة لعزلة خباز في مديرية العدين في محافظة إب في وسط الجمهورية اليمنية، بلغ تعداد سكانها 23 حسب تعداد اليمن لعام 2004.